# Mária tér (Krakkó)
A Mária tér (lengyelül: Plac Mariacki) közterület Krakkó szívében, az Óvárosban (Stare Miasto), közvetlenül a Piactér (Rynek) mellett. Közepén áll a Mária-templom (Kościół Mariacki). A tér mai arculatát 1802 után nyerte el, amikor felszámolták a templom melletti Régi Mária temetőt. Az egykori nekropolisz területét ma fehér kockakő jelzi.
A tér déli részén áll a Jan Budziłło tervezte Diákok kútja (Studzienka gołębi), mely 1958-ban készült és a krakkói kézművesek ajándéka volt a város részére. A kúton látható figura Franciszek Kalfas alkotása. Kalfas a figurát a Mária-templom oltárképének egyik alakja után mintázta, melyet a középkori Wit Stwosz készített.

## Épületek
A Mária téren álló épületek:
- 1. sz. – Ház a Négushoz, illetve az Etiópiaihoz (kamienica Pod Murzynami, kamienica Pod Etiopy vagy Sub Aethiopibus).
- 2. sz. – A 14. század végén emelt épület. A Mária-templom gyóntatópapjai számára készült, 1637-ben eladták. Homlokzatának mai képét a 19. század második felében nyerte el átépítések eredményeként.
- 3. sz. – Hippolit-ház (kamienica Hipolitów). Számos régi építészeti és művészeti értéket őrző épület: gótikus, reneszánsz és barokk portálok, fagerendás mennyezetek, Baltazar Fontana által készített gazdag stukkók, 18. századi falfestmények stb. díszítik. A homlokzatot sgraffito technikával ékesítették. A ház neve a korábbi tulajdonosok emlékét őrzi, akik olasz kereskedőcsalád tagjai voltak.
- 4. sz. –  Prelátus-ház (a Prałatówka a Szpitalna utcai sarkon). A kívülről sgraffitoval díszített ház két régebbi helyén épült 1618-1619 folyamán. A munkát Maciej Litwinkowicza kőfaragó vezette. A tetőt koronázó attika tipikus krakkói építészeti elem, Jan Zatorczyk építész 1625-ös munkája. Az épületen a latin nyelvű Pateat Amicis et miseris (Légy nyitott a barátoknak és a szegényeknek) szöveg olvasható, a kapu fölött pedig a Sulima család nemesi címere látható. A ház belsejében falfestmények, fa mennyezetek, antik stukkók díszítenek.
- 5. sz. – Wikarówka-ház. Az itt állt régi épületet 1931-ben lebontották. A jelenlegi ház Franciszek Mączyński tervei szerint épült 1932-ben.
- 6. sz. – Kapus-ház (Dom nad Bramką). Nevét onnan nyerte, hogy a Mária térről átvezet a Kispiac térre (Mały Rynek).
- Szent Borbála-templom (kościół św. Barbary). Bár a templom bejárata a Mária térről nyílik, az épületet inkább a Kispiac térhez sorolják.
- 7. sz. – Adolf Szyszko-Bohusz tervei alapján 1912-ben épült ház.
- 8. sz. – Jelentősen átépített ház. Korábban Wit Stwosz Krisztus az olajfák hegyén (Chrystus w Ogrojcu) című domborműve díszítette. Az első világháború előtt a ház akkori tulajdonosa, Ludwig Halski jól ismert krakkói kereskedő és közéleti személy a szobrot a Nemzeti Múzeumnak adományozta, és egy másolatot állíttatott fel, amely ma is látható az épületen.
- 9. sz. – A Czynciela-ház (kamienica Czyncielów). Gyönyörű szecessziós épület a Mária tér és a Piactér sarkán. Itt élt és dolgozott Stanisław Wyspiański lengyel író és festő.

## Galéria

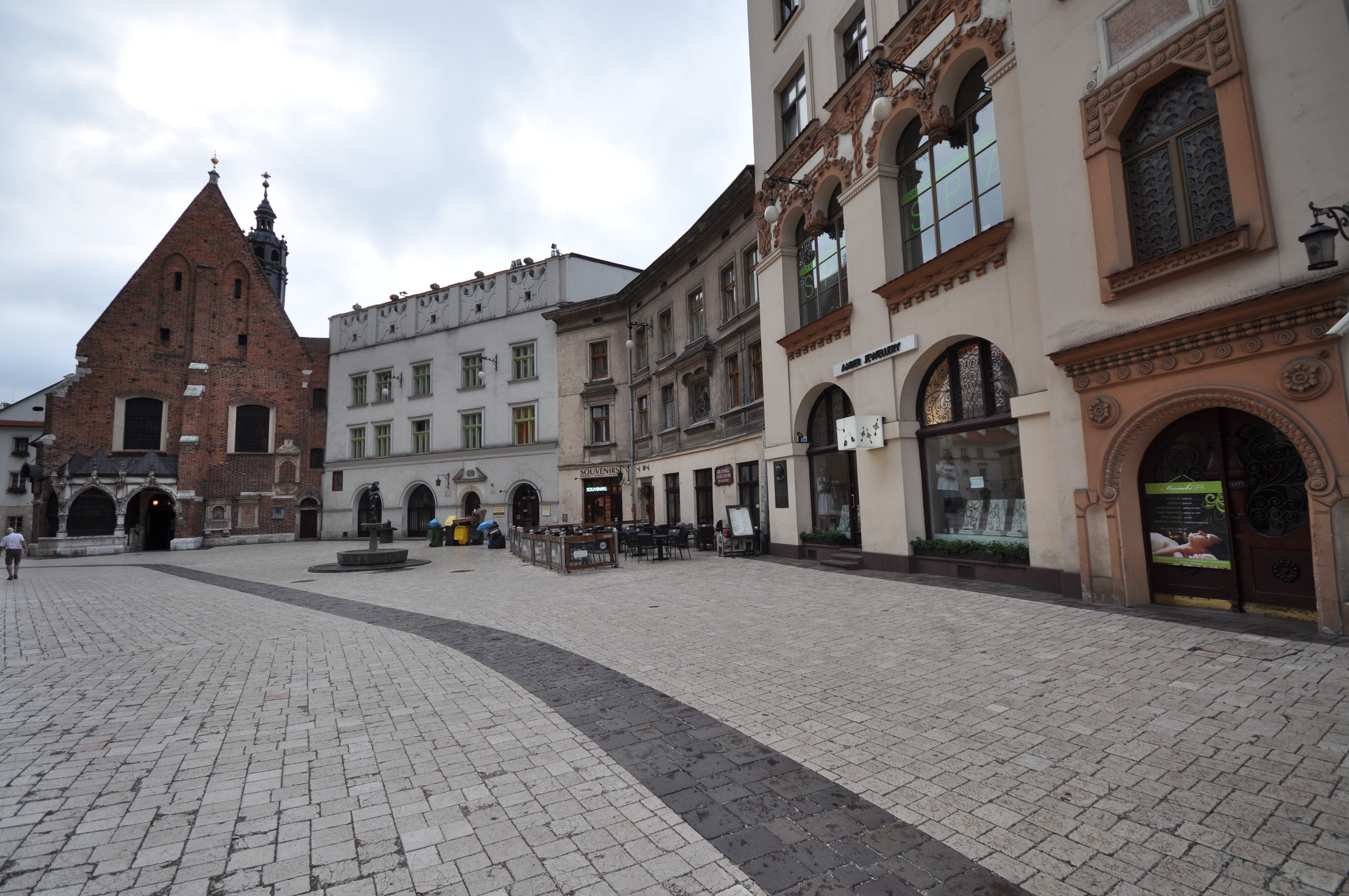
A Mária tér látképe (részlet)
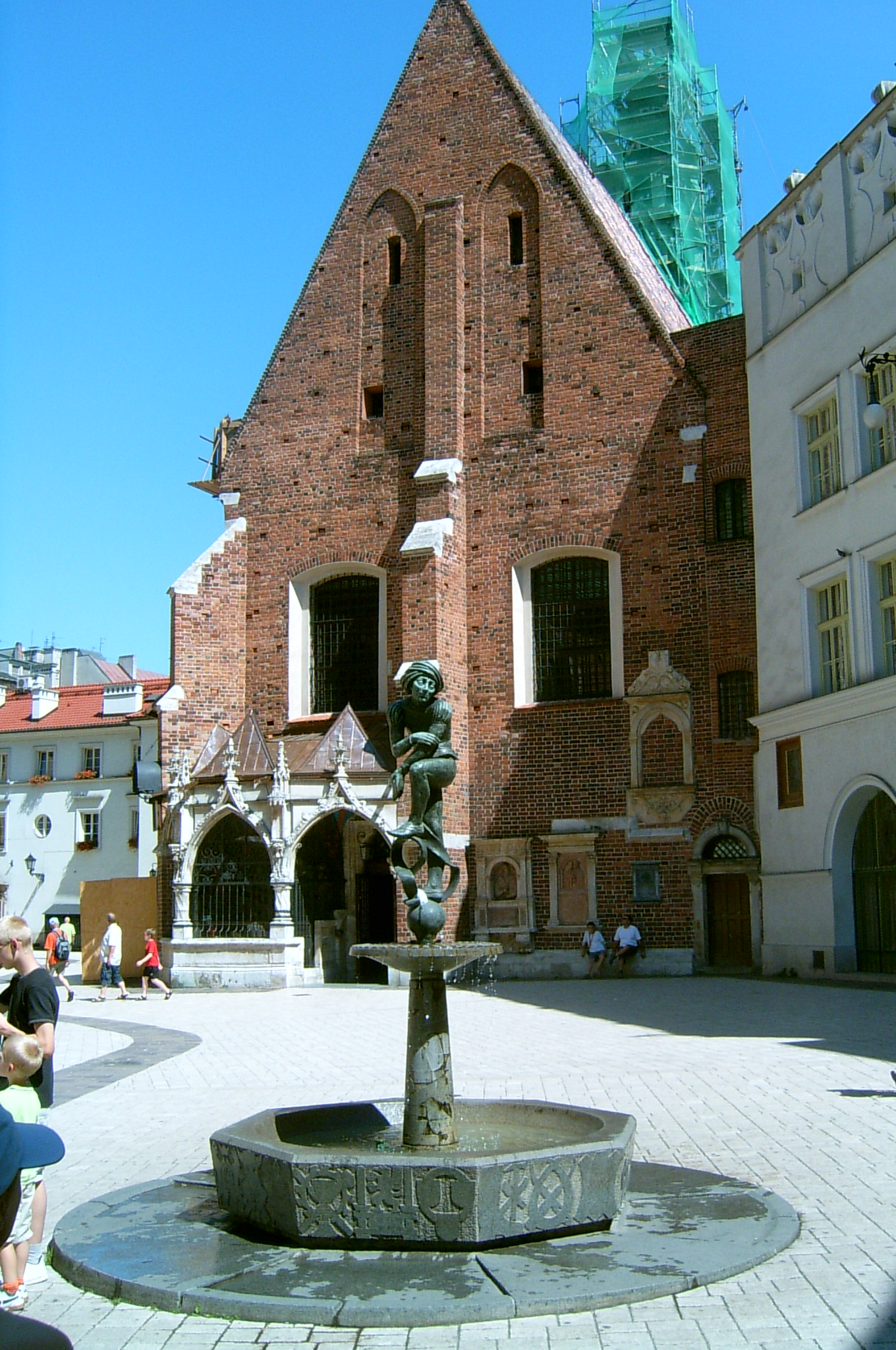
A Diákok kútja bronzfigurája, háttérben a Szent Borbála-templom
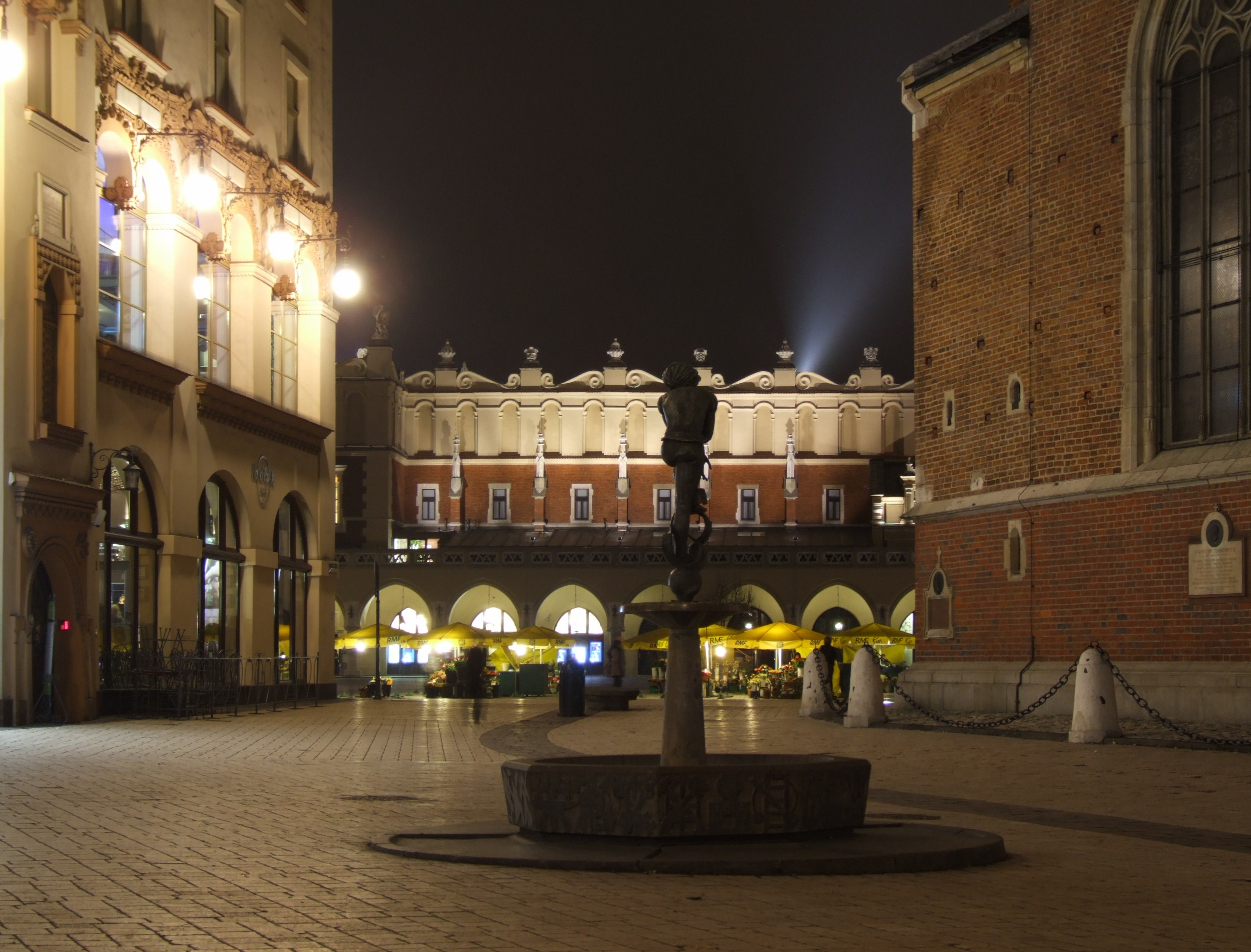
A Mária tér éjszaka kilátással a Piactérre és a Posztócsarnokra
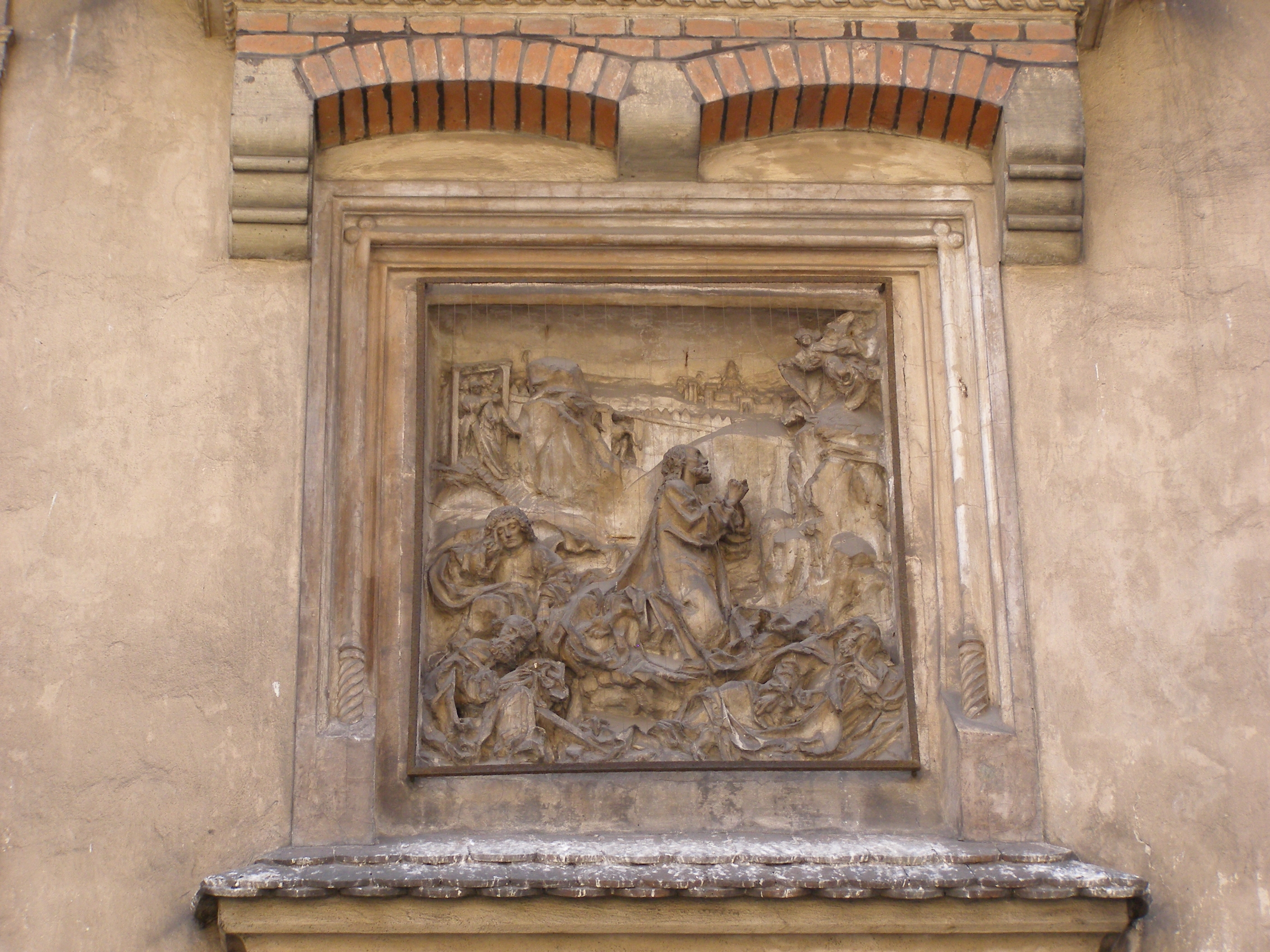
Wit Stwosz: Krisztus az olajfák hegyén (másolat)
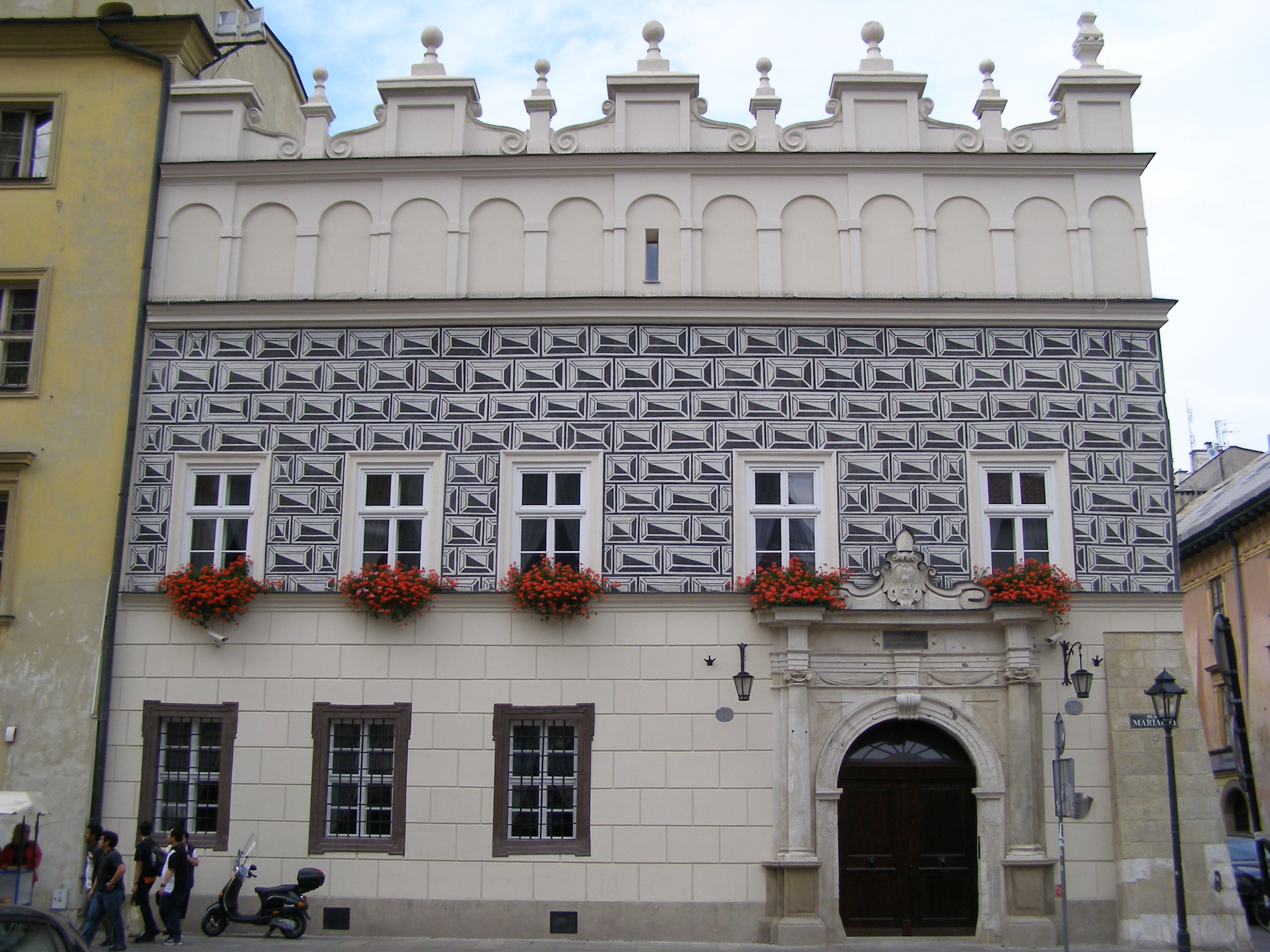
A virágokkal díszített Prałatówka-ház
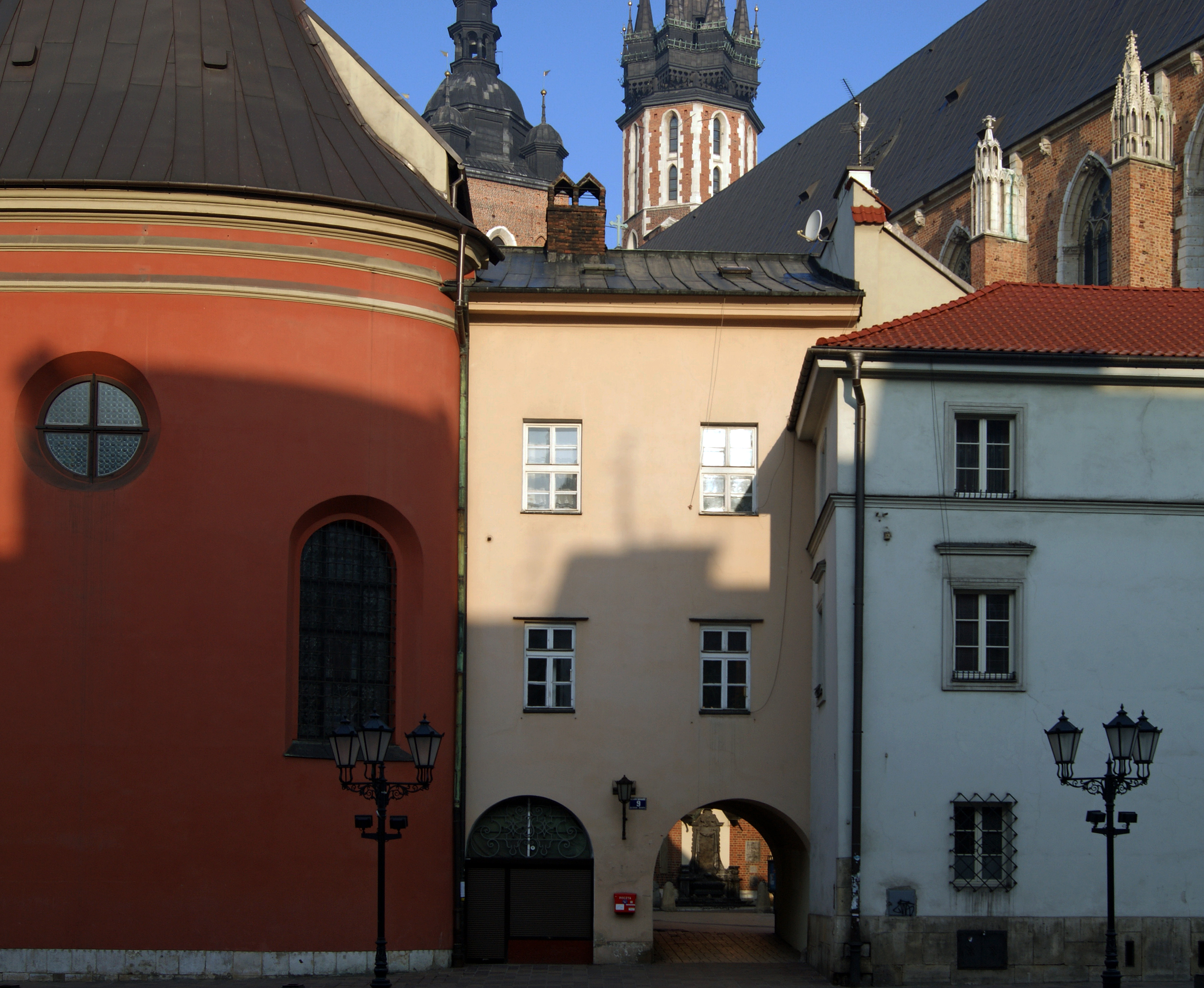
A Kapus-ház

## Fordítás
- Ez a szócikk részben vagy egészben a Plac Mariacki című lengyel Wikipédia-szócikk ezen változatának fordításán alapul.  Az eredeti cikk szerkesztőit annak laptörténete sorolja fel. Ez a jelzés csupán a megfogalmazás eredetét és a szerzői jogokat jelzi, nem szolgál a cikkben szereplő információk forrásmegjelöléseként.